# Constitució de Letònia
La Constitució de Letònia (en letó: Satversme) és la llei fonamental de la República de Letònia. És la constitució més antiga d'Europa de l'Est que segueix vigent i la sisena llei fonamental republicana més antiga que encara funciona al món. Va ser aprovada per, com s'hi indica pròpiament, el poble de Letònia escollida lliurement i adoptada a l'Assemblea Constitucional, el 15 de febrer 1922, entrant en vigor el 7 de novembre de 1922. En el seu desenvolupament els diputats es van guiar principalment per la constitució de Weimar d'Alemanya.
Després del cop d'Estat de 1934 es va aprovar una declaració en què s'assignava funcions del parlament al Consell de Ministres, fins que una nova constitució es redactés, per tant se la va suspendre parcialment. Aquesta nova constitució mai no va ser redactada, i durant la Segona Guerra Mundial Letònia va ser annexada per la Unió Soviètica.
El 1990 el parlament de la República Socialista Soviètica de Letònia va declarar l'annexió de Letònia il·legal, com es va fer en ignorar la Constitució de Letònia i, per tant, la constitució com la República de Letònia encara existia de iure, es va restaurar així la independència de Letònia. La Constitució, llevat dels articles 1, 2, 3 i 6, va ser suspesa per la mateixa declaració per tal de ser revisada; va ser completament posada en vigor per la primera assemblea de la cinquena Saeima el 6 de juliol de 1993. Un capítol sobre els drets humans es va afegir mitjançant una esmena de l'any 1998.

## Etimologia
A Letònia, Satversme és sinònim de «constitució» (konstitucija). El terme va ser encunyat per Atis Kronvalds, un dels líders del nacionalisme romàntic letó del segle xix. Aquest moviment tractava de promoure la cultura letona després de segles d'influència alemanya bàltica i fomentar l'ús de la llengua letona. Kronvalds i persones afins van introduir diversos termes nous destinats a ser utilitzats al llenguatge comú. Es deriva el terme «Satversme» de -tver- («mantenir»), combinat amb el prefix «sa-», que indica alguna cosa duradora i forta, el sufix «sm-», i el gènere gramatical femení final, «-e», il·lustren com la constitució ha d'ésser capaç de conviure amb totes les altres lleis.

## Història
La Constitució va ser elaborada per l'Assemblea Constitucional de Letònia (Satversmes sapulce), que consistia en 150 membres escollits per sufragi universal. L'esborrany inicial va ser preparat per un comitè constitucional (Satversmes komisija) va ser influït per les idees de la Constitució de Weimar i constava de dues parts. A la primera part van ser regulades les entitats de l'estat, mentre que la segona va posar les bases dels drets i deures dels ciutadans. El comitè va presentar el seu treball el 20 de setembre de 1921; la primera part de la Constitució va ser aprovada el 15 de febrer de 1922, mentre que la segona va ser rebutjada el 5 d'abril de 1922. El 20 de juny d'aquest any es va aprovar una llei que ordena l'entrada en vigor de la Constitució a les dotze del matí del 7 de novembre de 1922.
El 15 de maig de 1934, es va produir un cop d'Estat liderat per Kārlis Ulmanis; el posterior gabinet d'Ulmanis va aprovar una declaració que va assignar les funcions del Saeima al Consell de Ministres, fins que una nova constitució fos redactada, que mai no va succeir. Durant la Segona Guerra Mundial es va establir un govern soviètic i va ser escollit un nou parlament anomenat «Saeima Popular de Letònia». La legalitat d'aquest parlament i les seves decisions és objecte de controvèrsia –els soviètics consideren que la Constitució va ser anul·lada pel cop d'Ulmanis–, per la qual cosa el «Saeima Popular» mai no es podria anul·lar formalment. Tanmateix, advocats i historiadors letons observen que la constitució estava encara en vigència des de la declaració d'Ulmanis que només va assignar les funcions de la Saeima al govern i no va cancel·lar cap part de la constitució. D'altra banda el «Saeima Popular» va ser elegit d'acord amb la Constitució de la República Socialista Federativa Soviètica de Rússia, i no d'acord amb la de Letònia i, per tant, no tenia cap dret legal per legislar, i per la qual cosa es declara que l'adhesió a la Unió Soviètica va trencar el primer article de la Satversme.
Després de declarar la seva adhesió a la Unió Soviètica, el «Saeima Popular» va aprovar una Constitució de la República Socialista Soviètica de Letònia sobre la base de la Constitució Soviètica de 1936. El 4 de maig de 1990, el Consell Suprem de la República de Letònia va declarar a Letònia independent i va aprovar els articles 1, 2, 3 i 6 de la Constitució de 1922. La resta de la constitució es va mantenir en suspens fins que es va revisar per adaptar-se a la situació nova, així la constitució va ser completament posada en vigor per la cinquena Saeima del 6 de juliol de 1993, d'acord amb l'article 14 de la llei «Sobre l'organització del treball del Consell Suprem de la República de Letònia».

## Descripció
La Constitució de Letònia és una constitució codificada i actualment consta de 116 articles disposats en vuit capítols:
- Capítol 1: Disposicions generals (articles 1-4)
- Capítol 2: Saeima (articles 5-34)
- Capítol 3: El President (articles 35-54)
- Capítol 4: El Consell de Ministres (articles 55-63)
- Capítol 5: Legislació (articles 64-81)
- Capítol 6: Tribunal de Justícia (articles 82-86)
- Capítol 7: Oficina d'Auditoria de l'Estat (articles 87 a 88)
- Capítol 8: Drets humans (articles 89 a 116)

La Constitució estableix cinc òrgans de govern - el Saeima, el President, el Consell de Ministres, el Tribunal de justícia i l'Oficina d'Auditoria de l'Estat.

### Principis
Els articles 1, 2, 3 i 6, que estableixen la base jurídica del sistema polític de l'estat, van ser els primers de ser adoptats després de la restauració de la independència de 1991. Aquests articles, juntament amb els articles 4 i 77, només poden ser modificats per referèndum nacional: 
| « | 1. Letònia és una república democràtica independent. 2. El poder sobirà de l'Estat de Letònia resideix en el poble de Letònia. 3. El territori de l'Estat de Letònia, dintre dels límits establerts pels acords internacionals, consta de Vidzeme, Letgàlia, Kurzeme i Zemgale. 4. La llengua letona és l'idioma oficial de la República de Letònia. La bandera nacional de Letònia serà de color vermell amb una banda de color blanc. 6. El Saeima serà elegit amb eleccions de sufragi universal directo i igualitaries, i per vot secret basat en la representació proporcional. 77. Si el Saeima modifica el primer, segon, tercer, quart, sisè o setanta-set articles de la Constitució, les mencionades esmenes, abans de l'entrada en vigor, han de ser sotmeses a un referèndum nacional. | » |

## Esmenes
Les directrius per a les esmenes es discuteixen als articles 76 a 79 de la Constitució; les esmenes als articles de la Constitució es poden fer, a la majoria dels casos, pel Saeima, excepte els articles 1, 2, 3, 4, 6, 77, que requereixen l'ús d'un referèndum.
Durant el període d'entreguerres les esmenes van ser escasses -solament una modificació es va fer i se'n va aprovar una altra, però mai no van entrar en vigor, a causa del cop d'estat. Des de la restauració de la independència el 1991, s'han realitzat vuit canvis: el 1994 es va reduir l'edat per votar de 21 a 18 anys, el 1996 es va establir el Tribunal Constitucional; el 1997 es van modificar els articles que regulen l'elecció i funcions del Saeima, el President i el Govern. El 1998, després d'afegir el vuitè capítol (els drets fundamentals humans) a la constitució, se li va concedir estatus de llengua oficial al letó, es van canviar les regles per a la celebració d'un referèndum per modificar els articles 4 i 77 i va ser completament modificat l'article 82; actualment aquest últim defineix els tipus de tribunals de Letònia.
El 2002 es van introduir normes perquè els membres del Saeima prometin solemnement fidelitat a la nació per obtenir el mandat. L'oficialitat de la llengua nacional de Letònia es va assegurar encara més pel que és l'únic idioma que s'utilitza a les oficines governamentals i a les estructures municipals. El 2003 es van aprovar diverses esmenes perquè Letònia pogués unir-se a la Unió Europea. El 2004 van ser aprovats altres drets per al president i els ciutadans, i el 2006 es va afegir una esmena que defineix el matrimoni com la unió entre home i dona. El 2007 es va modificar l'article 40 i el 81 va ser abolit.
El 19 de juny de 2014, el preàmbul va ser modificat. Va ser presentat prèviament el 2013, pel jutge Egils Levits del tribunal europeu, on es descriu tots els valors bàsics de la República de Letònia.